# Episodi di Lady Cop (quinta stagione)
| nº    | Titolo originale               | Titolo italiano | Prima TV Germania | Prima TV Italia |
| ----- | ------------------------------ | --------------- | ----------------- | --------------- |
| 1-46  | Totgesagte leben länger        |                 | 9 febbraio 2004   |                 |
| 2-47  | Schwarze Liebe, roter Tod      |                 | 16 febbraio 2004  |                 |
| 3-48  | Tödlicher Treffer              |                 | 1º marzo 2004     |                 |
| 4-49  | Der Traum vom Glück            |                 | 8 marzo 2004      |                 |
| 5-50  | Der falsche Freund             |                 | 15 marzo 2004     |                 |
| 6-51  | Das traurige Lied              |                 | 22 marzo 2004     |                 |
| 7-52  | Heißes Grab                    |                 | 29 marzo 2004     |                 |
| 8-53  | Gefährliche Nähe               |                 | 5 aprile 2004     |                 |
| 9-54  | Der unsichtbare Feind          |                 | 19 aprile 2004    |                 |
| 10-55 | Der Mörder mit dem Schleifchen |                 | 26 aprile 2004    |                 |
| 11-56 | Das Mädchen und der Tod        |                 | 3 maggio 2004     |                 |
| 12-57 | Das Attentat                   |                 | 10 maggio 2004    |                 |
| 13-58 | Rollentausch                   |                 | 17 maggio 2004    |                 |
| 14-59 | Gott in Weiß                   |                 | 24 maggio 2004    |                 |

## ?
- Titolo originale: Schwarze Liebe, roter Tod
- Diretto da:
- Scritto da: Eva Zahn, Volker A. Zahn